# Akukem
L’akukem est une langue parlée dans la province de Madang en Papouasie-Nouvelle-Guinée.